# Антон, Майкл
Майкл Антон (англ. Michael Anton; род. 1969 год) — американский консервативный эссеист, спичрайтер и бывший руководитель частного акционерного капитала, который был старшим должностным лицом национальной безопасности в первой администрации Трампа. Под псевдонимом он написал «Выборы рейса 93», влиятельное эссе в поддержку Дональда Трампа во время президентской кампании 2016 года.
В первой администрации Президента Трампа Антон занимал должность Заместителя помощника Президента и Заместителя Советника по национальной безопасности по стратегическим коммуникациям в аппарате Совета национальной безопасности в Белом доме. Он бывший спичрайтер Руперта Мёрдока, Руди Джулиани и Кондолизы Райс, а также работал директором по коммуникациям в инвестиционном банке Citigroup и управляющим директором инвестиционной компании BlackRock.

## Биография

### Ранняя жизнь и образование
У Антона итальянские и ливанские корни. Он вырос в Лумисе, Калифорния, пригороде Сакраменто. Он получил степень бакалавра в Калифорнийском университете в Дэвисе и получил ученые степени в колледже Св. Иоанна и Университете Клермонта

### Карьера
Антон присоединился к Совету национальной безопасности США в качестве заместителя помощника президента по стратегическим коммуникациям в феврале 2017 года. Он ушел в отставку 8 апреля 2018 года, вечером того, как Джон Р. Болтон стал советником Трампа по национальной безопасности.
Антон присоединился к Высшей школе государственного управления Кирби-центра колледжа Хиллсдейл в Вашингтоне, округ Колумбия, после ухода из администрации Трампа.
В декабре 2020 года Трамп назначил Антона на четырёхлетний срок в Национальный совет по образовательным наукам, который консультирует Департамент образования США по научным исследованиям и инвестициям.
В декабре 2024 года Избранный президент Трамп номинировал Антона на должность Директора планирования политики в Государственном Департаменте США.

## Личная жизнь
Антон — классически обученный шеф-повар. После ухода из Совета национальной безопасности в 2018 году он вернулся в Белый дом на день, чтобы поработать поваром на кухне, помогая готовить государственный ужин для президента Франции Эммануэля Макрона. Он также эстет, увлекающийся пошивом классического мужского костюма, написавший небольшую книгу и более 40 000 постов на интернет-доске объявлений Styleforum.net по этой теме.
Под псевдонимом «Николас Антон-Джованни» Антон написал «The Suit», путеводитель по мужской моде 2006 года, являющийся в то же время пародией на «Государя» Никколо Макиавелли.

## Книги
- Antongiavanni, Nicholas. The Suit: A Machiavellian Approach to Men's Style. — New York : HarperCollins, 2006. — ISBN 9780060891862.
- After the Flight 93 Election: The Vote that Saved America and What We Still Have to Lose. — Encounter Books, 2019. — ISBN 9781641770606.
- The Stakes: America at the Point of No Return. — Regnery Publishing, 2020. — ISBN 9781684510610.